# Raggal

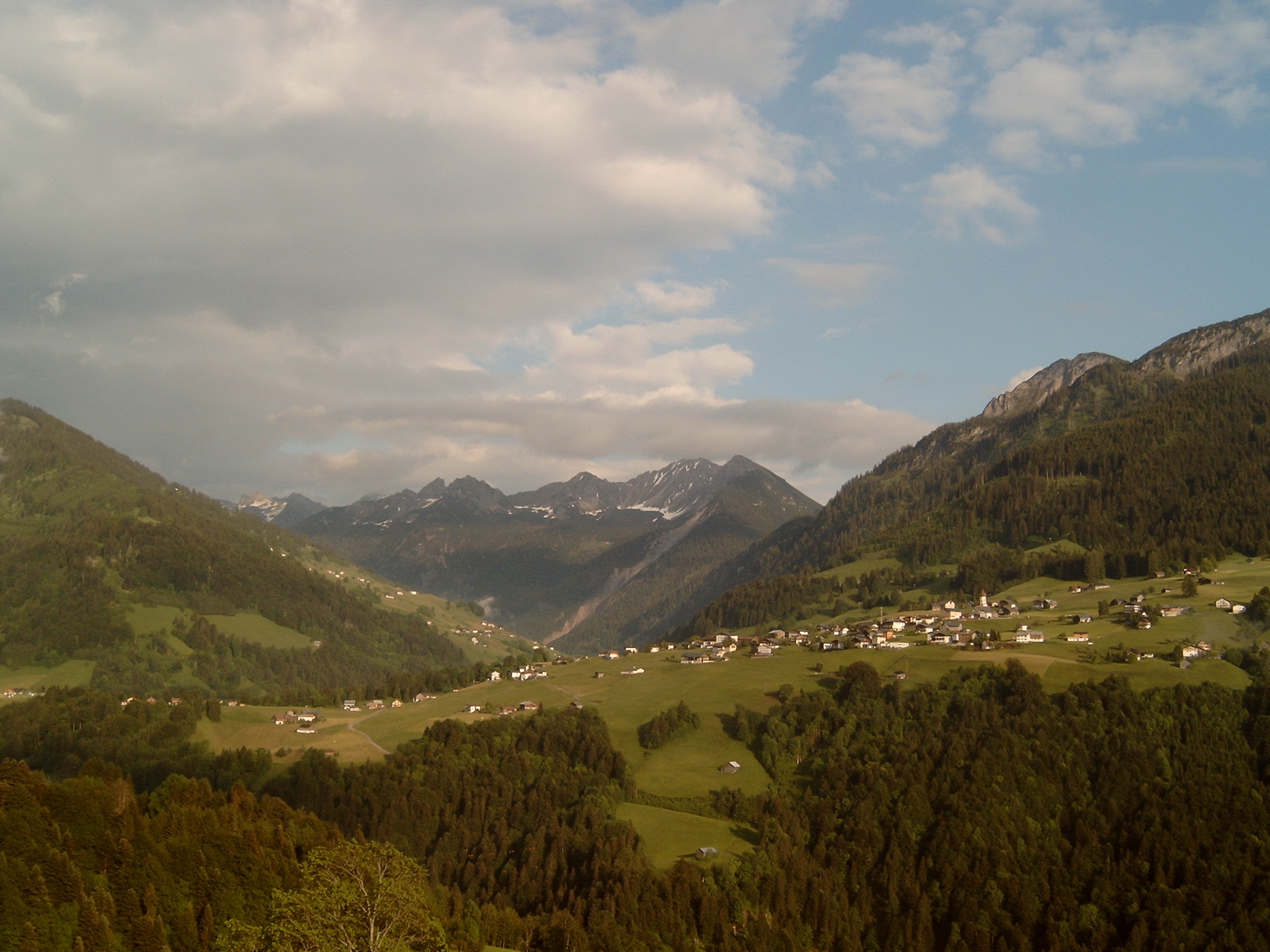
Raggal, vue sur le village

Raggal est une commune autrichienne du district de Bludenz dans le Vorarlberg.

## Population
Selon les statistiques de 2023, la population de Raggal est de 691 personnes.